# Сафоново
Сафоново (рос. Сафоново) — місто, адміністративний центр Сафоновського району, Смоленська область, Росія.
Чисельність населення — 44 444 осіб (2013).

## Географія
Сафоново розташоване на залізничній магістралі Москва — Мінськ на 102 км на схід від Смоленська, і на 300 км на захід від Москви.
Через місто проходить автодорога М1 «Білорусь», відстань до Смоленська — 97 км, до МКАД — 280 км.
Через місто протікає річка Вопець, басейн Дніпра.

## Історія
Місто отримало своє найменування від села Сафоново. Назва села утворено від календарного імені Софонія, що означає: «якого осіняє Бог».
Визначальну роль для розвитку району та міста відіграло будівництво Московсько-Брестської залізниці. 20 вересня (2 жовтня за новим стилем) 1870 року з Москви в Смоленськ проїхав перший потяг. У Сафоново з'явилася велика залізнична станція, що отримала свою назву по найближчому місту (Дорогобуж) — станція Дорогобуж. Її зведення стало основою для виникнення в майбутньому міста Сафоново. Одночасно зі станцією Дорогобуж виникло пристанційне селище.

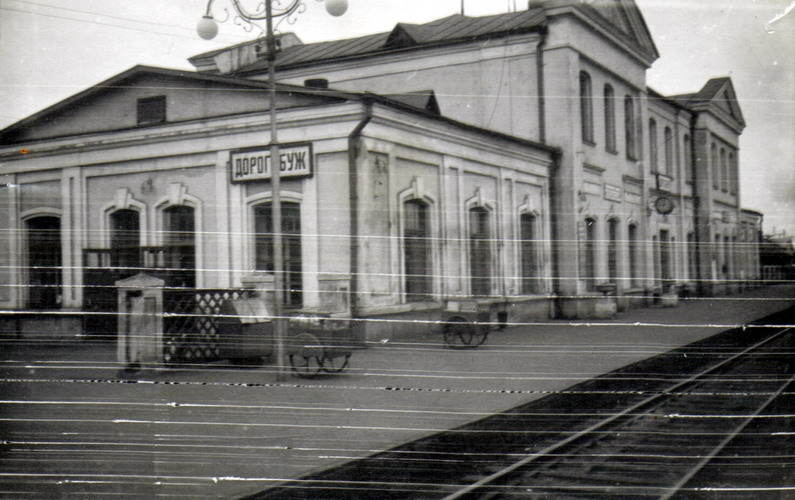
Залізнична станція Дорогобуж

1 жовтня 1929 року був утворений Сафоновський район. Основою його стала Сафоновська волость Дорогобузького повіту, від її назви виникла назва району. Центром Сафоновського району зробили селище при залізничній станції Дорогобуж. Село Сафоново, колишній волосний центр, перебувало за 10 км від станції. Місцезнаходження районного центру виявилося зовсім не пов'язане з селом Сафоново, що дала назву і району, і майбутньому місту. Цей топонімічний парадокс зберігався до 7 жовтня 1938 року, коли пристанційне селище отримало статус робочого селища та назву «Сафоново».
Наприкінці 1940-х років почався бурхливий промисловий розвиток району, заснований на широкомасштабній розробці родовищ бурого вугілля. 1948 року Рада Міністрів СРСР прийняв постанову про створення паливно-енергетичної бази для північно-західного економічного району країни. Було прийнято рішення про будівництво шахт в районі станції Сафоново. Всього намічалося побудувати 28 шахт.
25 грудня 1952 року гірники шахти № 1, що отримала назву «Смоленська», видали на-гора перші тонни вугілля. Так почалася коротка, але принципово важлива для міста епоха великого вугілля на Смоленщині. До 1957 року вже було побудовано 8 шахт.
Будівництво шахт призвело до швидкого розвитку робітничого селища Сафоново. У короткий час він виріс у справжнє місто і 8 квітня 1952 року Сафонову офіційно було присвоєно статус міста обласного підпорядкування. Ця подія стала найважливішою віхою в історії краю — почався етап розвитку міської цивілізації. Народження та стрімке зростання міста пов'язані з творчою працею тресту «Дорогобужшахтстрой», створеного 1949 року (пізніше «Дорогобужхимстрой»). Будівельники тресту звели в Сафоново шахти, заводи, житлові будинки. Крім цього, велике промислове та житлове будівництво велося в Дорогобужі, Верхньодніпровському, Вязьмі та інших містах Смоленщини.
До кінця 1950-х років з'ясувалося, що при оцінці перспектив промислової розробки Сафоновського родовища бурого вугілля допущені прорахунки. У результаті було прийнято рішення на базі шахт, що закриваються створювати промислові підприємства. Це стало початком історії провідних підприємств міста.
1960 року були засновані «Сафоновський електромашинобудівний завод», заводи «Теплоконтроль» та «Гідрометприбор».
У Сафоново також отримала розвиток легка та харчова промисловість: 1961 року відкрилася швейна фабрика «Орел», 1962 року був заснований «Сафоновський завод пластмас» (нині  — виробниче об'єднання «Авангард»), 1964 року почав діяти Сафоновський м'ясокомбінат (нині  — ВАТ «Сафоновомясопродукт»), 1971 року був заснований Сафоновський хлібокомбінат, а 1980 року на сучасній промисловій основі продовжив свою історію завод «Сафоновомолоко».
Розробка вугільного родовища відіграла видатну історичну роль у долі не лише Сафоновського краю. «Неперспективних» Сафоновське вугілля дав перспективу індустріального та міському розвитку одразу двох районів — Сафоновського та Дорогобужського. Завдяки видобутку вугілля зріс місто Сафоново, були побудовані його провідні підприємства, зведена Дорогобузька ГРЕС, а слідом за нею — селище Верхньодніпровський та Дорогобужский заводи.

## Населення
Найбільша чисельність населення (більше 56 тис. осіб) була зареєстрована на початку 1990-х, і з того часу відзначається скорочення.

## Промисловість
- ВАТ «Сафоновомясопродукт» — велике м'ясопереробне підприємство Смоленської області (60 т. м'яса за зміну, 7 т. ковбасних виробів за зміну)[3].
- Сафоновський електромашинобудівний завод — великий російський виробник потужних (від 30 до 2000 кВт) електродвигунів та генераторів (входить до Концерна Руселпром)
- ВАТ «Теплоконтроль» — займається виробництвом та реалізацією приладів контролю та регулювання технологічних процесів, приладів для фізичних досліджень, засобів автоматизації та запасних частин до них, приладів теплопостачання, сполучних частин для трубопроводів, нестандартного обладнання, тощо.
- Завод «Гідрометприбор» — виробник гідрометеорологічних, геологічних та приладів автоматики
- У рамках заводу пластмас утворилися:
  - ВАТ «Авангард» — науково-виробничий комплекс в області композиційних матеріалів, випускає вироби з пластику, скло- та вуглепластика
  - ВАТ «Поліпласт» — виробник дитячих ігрових та спортивних комплексів, обтікачів та ін. продукції з пластмаси.
  - ЗАТ СП Компітал — виробник склопластикових хімічно стійких ємностей для хімічної промисловості, нафтовидобутку та нафтопереробки, інших галузей промисловості. Крім хімстійких ємностей виробляє зі склопластику жолоби, корпуси обладнання та інші вироби. Також виробляє склопластикові облицювальні панелі для залізничного транспорту, склопластикові сидіння для стадіонів.
  - «КОЛТЕК-спецреагентом» — виробник реагентів для нафтовидобувної та нафтопереробної промисловості
  - Сафоновська філія «Смолкабель»
- Невеликий нафтопереробний завод потужністю 96 тис.т. на рік конденсату (прямогонний бензин, пічне та дизельне паливо)
- ВАТ «Сафоновохлеб» (входить до агропромислової корпорації «Стойленська Нива»)
- Сафоновський завод мобільних будівель
- Цегельний завод
- Асфальтобетонний завод
- ТОВ «Виробнича компанія Модуль» — виробник сталевих вхідних дверей
- ТОВ «ЗСО „Кавік“» — виробництво зварювального устаткування.

## Торгівля

### Супермаркети
- «Магніт»
- «Діксі»
- «Пятерочка»
- «Фортуна»

## Спорт
- Льодовий палац
- Мотокрос в районі МРЕВ
- 2 футбольних поля (Гірський та Південний). Планується відкрити Футбольне поле з сучасним штучним покриттям біля Льодової арени.
- Лижна база

## Культура
- Палац культури
- Щорічний Відкритий Рок-Фестиваль «Сафоній» (з 2009 року)

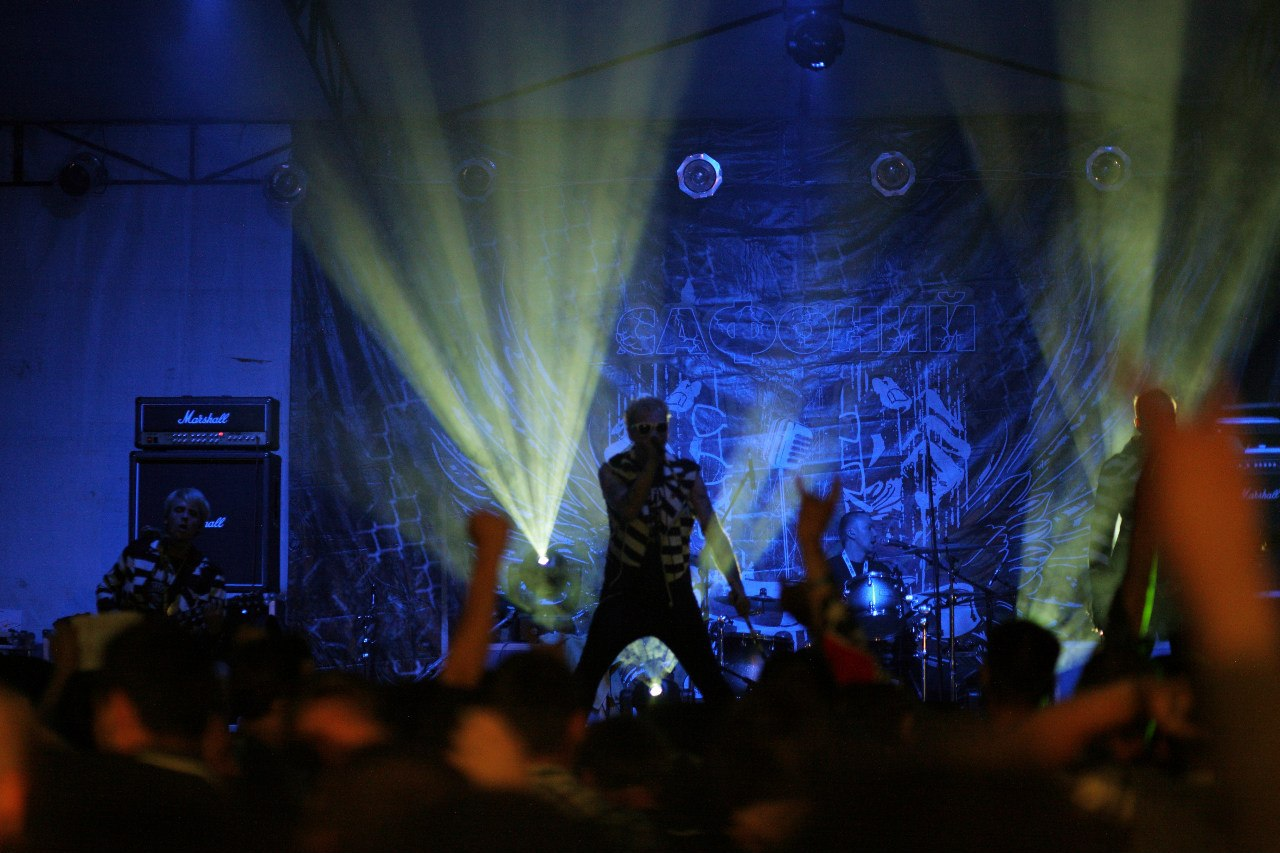
Сафоній—2011

- Фестиваль вуличного творчості «Ліхтарі» (з 2012 року)
- Історико-краєзнавчий музей
- Центральна та дитяча бібліотеки
- Будинок школяра
- Будинок творчості
- Музична школа (вул Будівельників)
- Храм різдва Христового (переобладнана будівля кінотеатру «Шахтар»[4])
- Храм святого князя Володимира (1906, арх. Василь Залеський)
- Церква Християн віри євангельської (п'ятидесятники) (вул. Першотравнева, буд.15, пастор Карпов Сергій Петрович, колишня будівля комбінату технічного обслуговування)
- Дім молитви (церква) євангельських Християн баптистів (вул. Заозерна, пастор Толмачов Костянтин Миколайович)
- ДЮХШ ім. В. М. Кирилова

## ЗМІ
- інтернет-портал «В Сафоново»
- Суспільно-масова газета «Сафоновська правда»
- ТОВ телерадіостудії «Сафоново»
- ТОВ «Телекомпанія СНТ»
- «Радіо-Сафоново»

## Освіта
- Дев'ять загальноосвітніх шкіл, одна вважається гімназією; вечірня, спортивна, художня і дві школи мистецтв
- Сафоновська філія ФГТУ СПО «Смоленський промислово-економічний коледж»
- НОУ коледж сучасних технологій
- Філія Московського державного відкритого університету
- Представництво Московського державного індустріального університету
- Смоленський інститут бізнесу та підприємництва
- Представництво Російського Державного Соціального Університету
- НОУ СПО технікум туризму, менеджменту та інформаційних технологій
- НОУ СКІТ Сафоновський коледж інформаційних технологій

## Транспорт
- Залізничне сполучення поїздами далекого прямування зі станціями ділянки Москва — Калінінград[5].
- Рух електропоїздів по ділянці Вязьма — Смоленськ, і відгалуження на Володимирський Тупик[6].
- Автобусне сполучення з поселеннями району, сусідніми районними центрами. (рейси Сафоново — Дорогобуж, Сафоново — Єльня, Сафоново — Ярцево, Сафоново — Вязьма)
- Автобусне сполучення з Москвою (від аеровокзалу та Білоруського вокзалу).
- У місті починається регіональна автомобільна дорога Р137 Сафоново (М1 «Білорусь») — Дорогобуж — Єльня — Рославль (А101).
- Вантажні залізничні гілки на Дорогобуж, Верхньодніпровський, до підприємств міста та шахтам.

У місті розвинена мережа громадського транспорту:
- № 1-від заводу Гідрометприбор до селища Південний
- № 2 — від пл. Тухачевського до з-ду Теплоконтроль
- № 3 — від Міськгазу до а\к № 1799
- № 3Б — від Першої Шахти до а\к № 1799
- № 5 — від мікрорайону Підстанція до мікрорайону Південний
- № 6
- № 7 — від пл. Тухачевського до шати № 7
- № 9 — від мікрорайону № 1 до школи інтернат
- № 10 — від мікрорайону МЖК до МРЕВ

## Зв'язок
У місті працюють 4 стільникових оператора стандарту GSM:
- Білайн
- Мегафон
- МТС
- Теле2

у вересні 2009 року Мегафон запустив у місті мережу третього покоління стандарту UMTS 2100.
31 грудня 2010 року Beeline і МТС запустили в місті мережу третього покоління стандарту UMTS 2100.

## Знамениті люди, пов'язані з містом
- Михайло Тухачевський
- Олександр Тухачевський
- Олександр Енгельгардт
- Іван Якушкін
- Єлизавета Голованова — російська модель, переможниця всеросійського конкурсу краси «Міс Росія 2012»
- Тимур Єфременков (* 1976) — російський актор театру та кіно.

## Фотографії

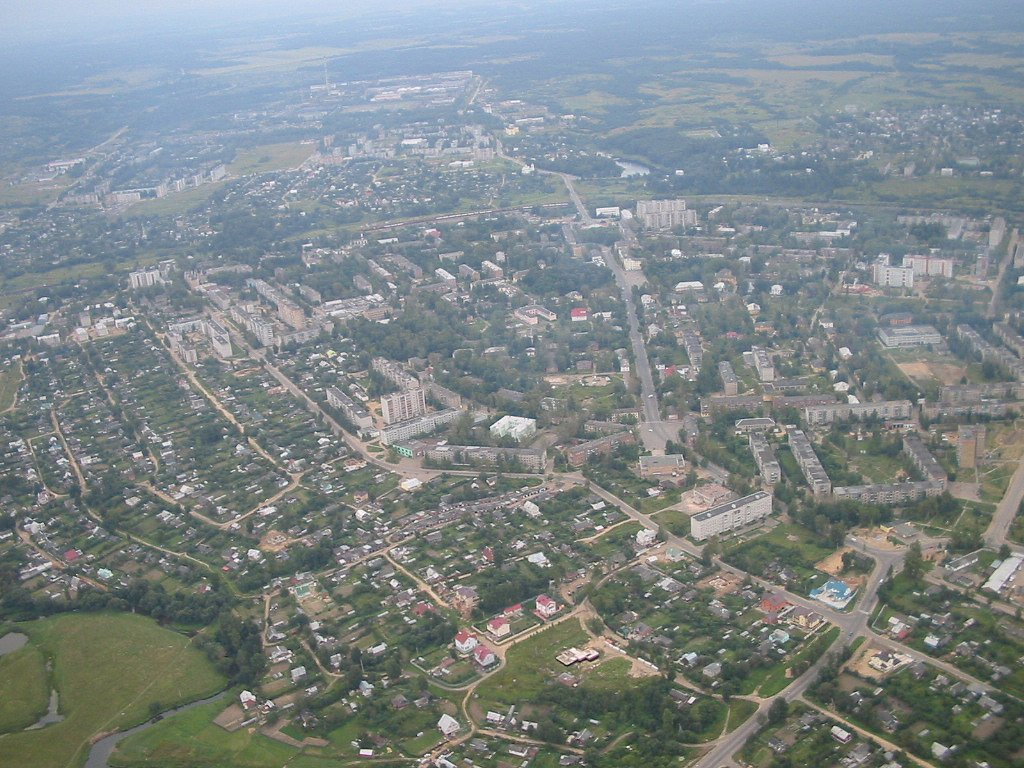
З висоти
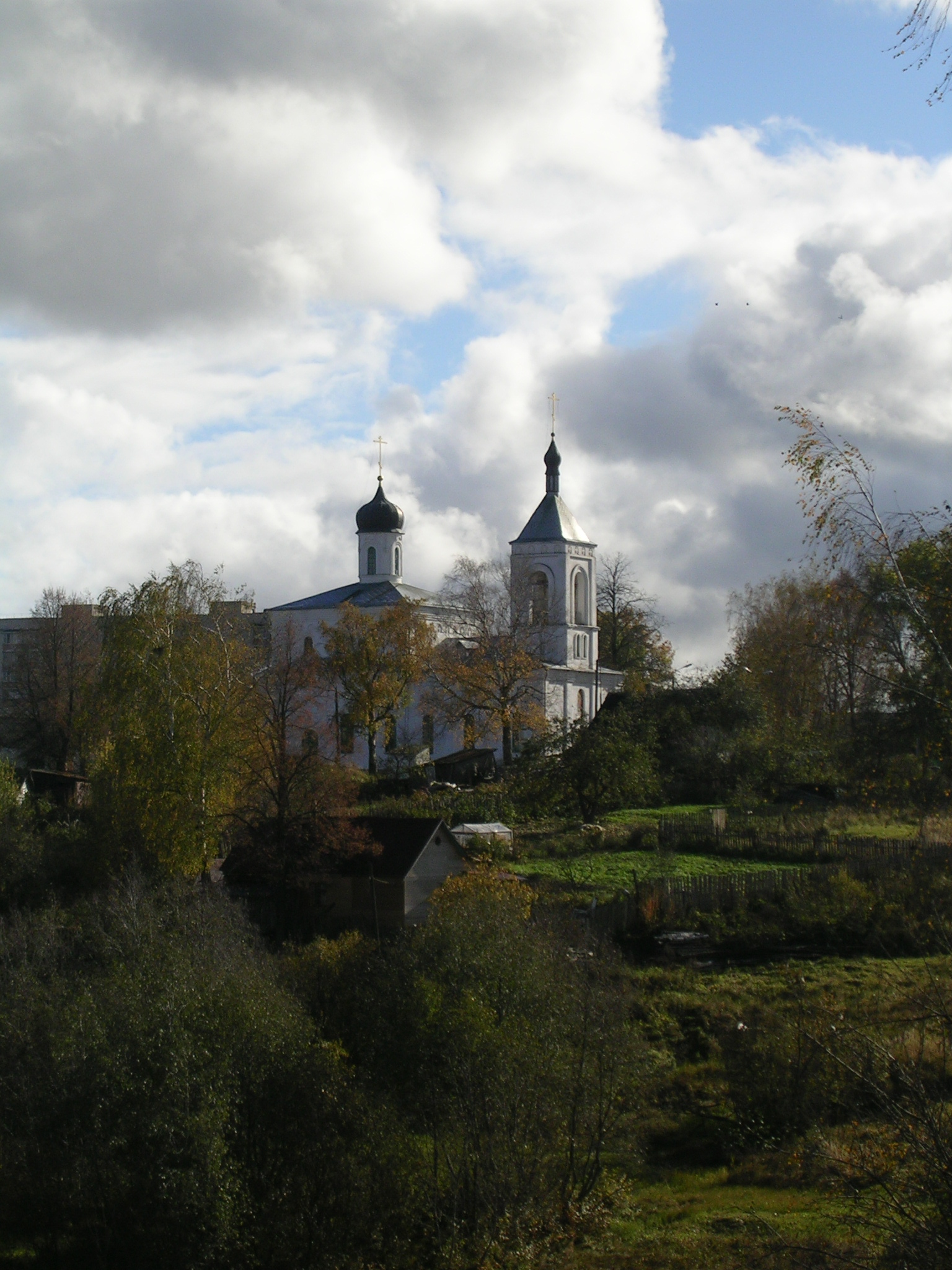
Храм святого князя Володимира
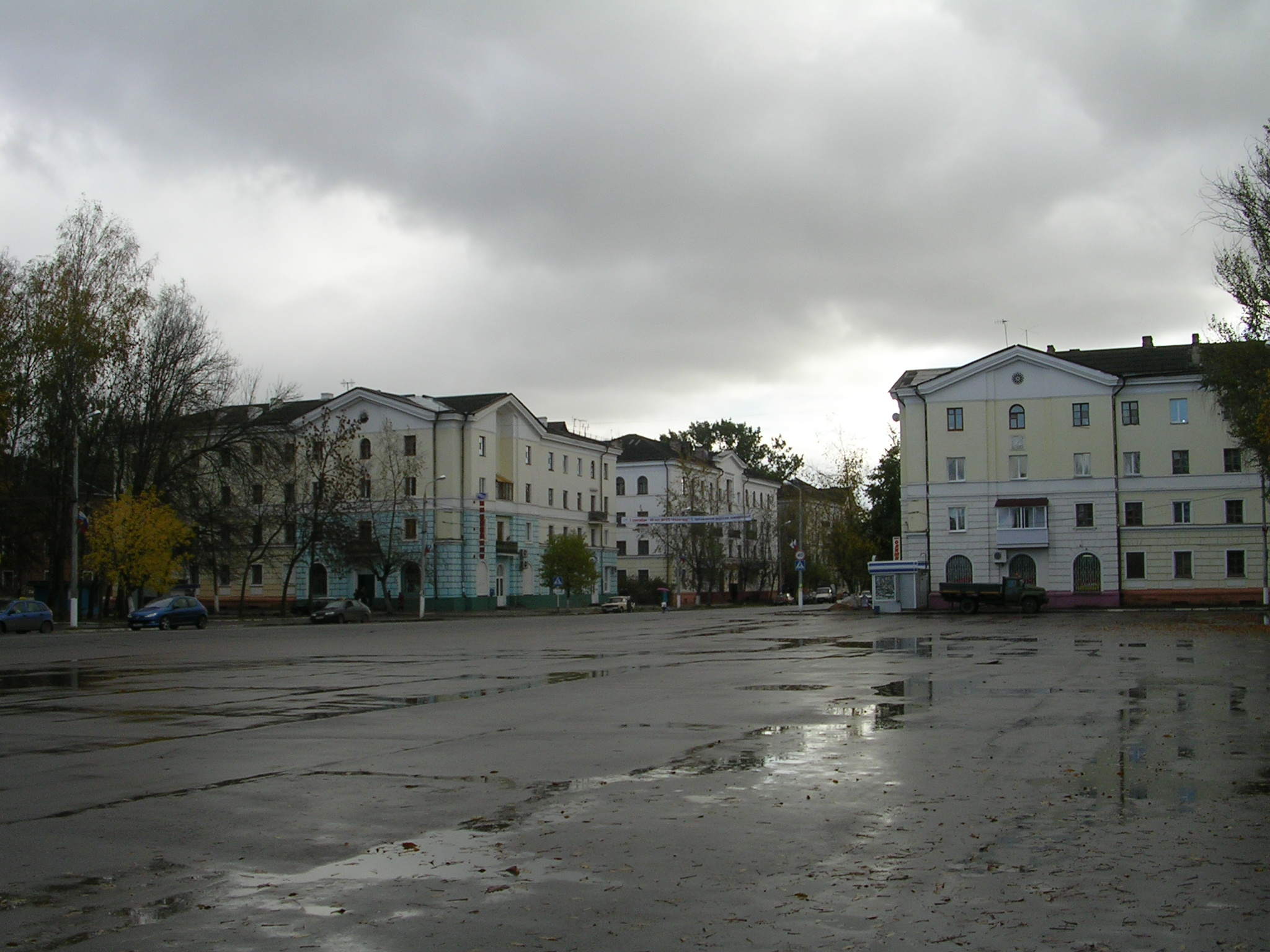
Вулиця Леніна
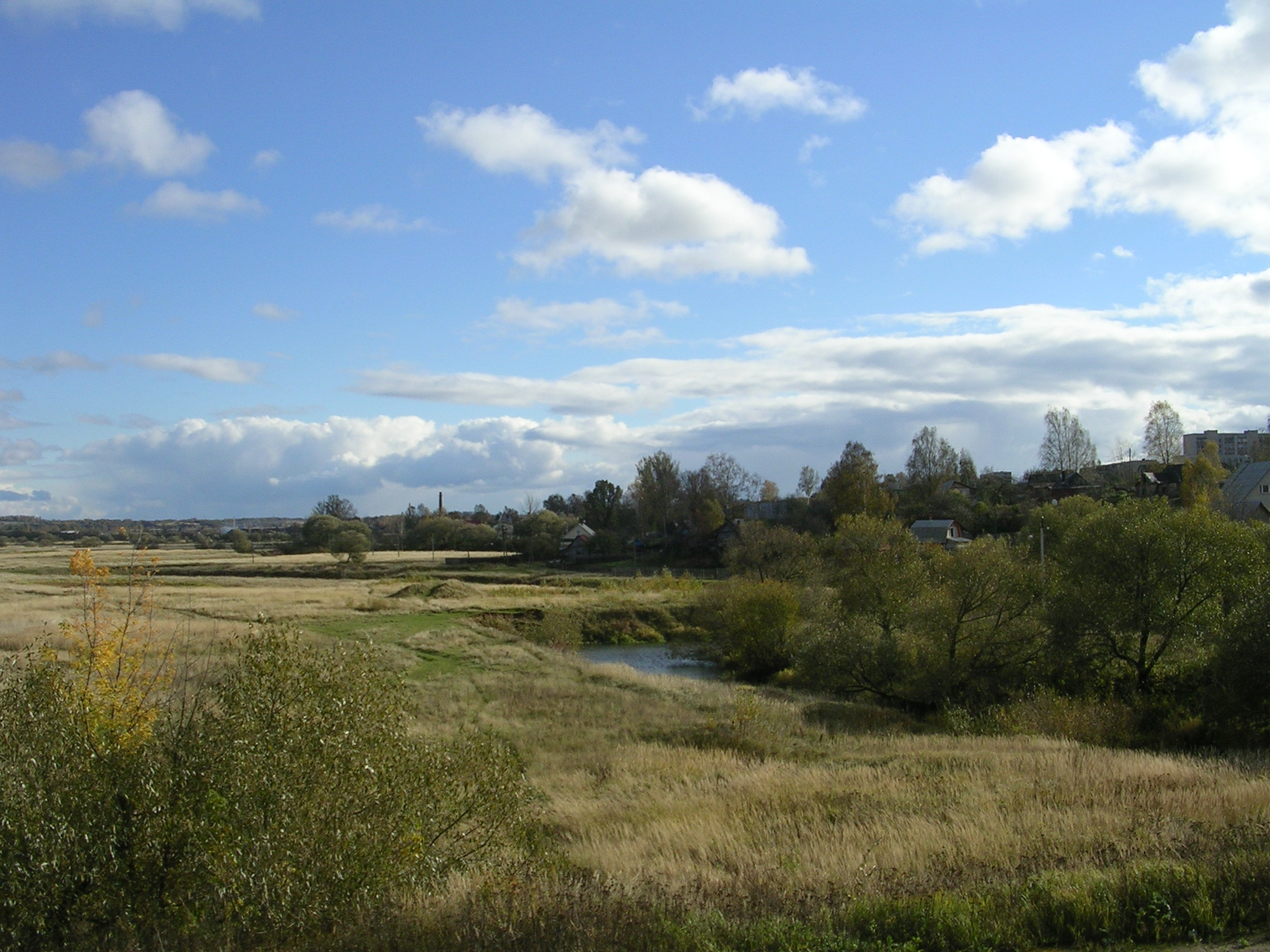
Вопець в межах міста, вниз за течією
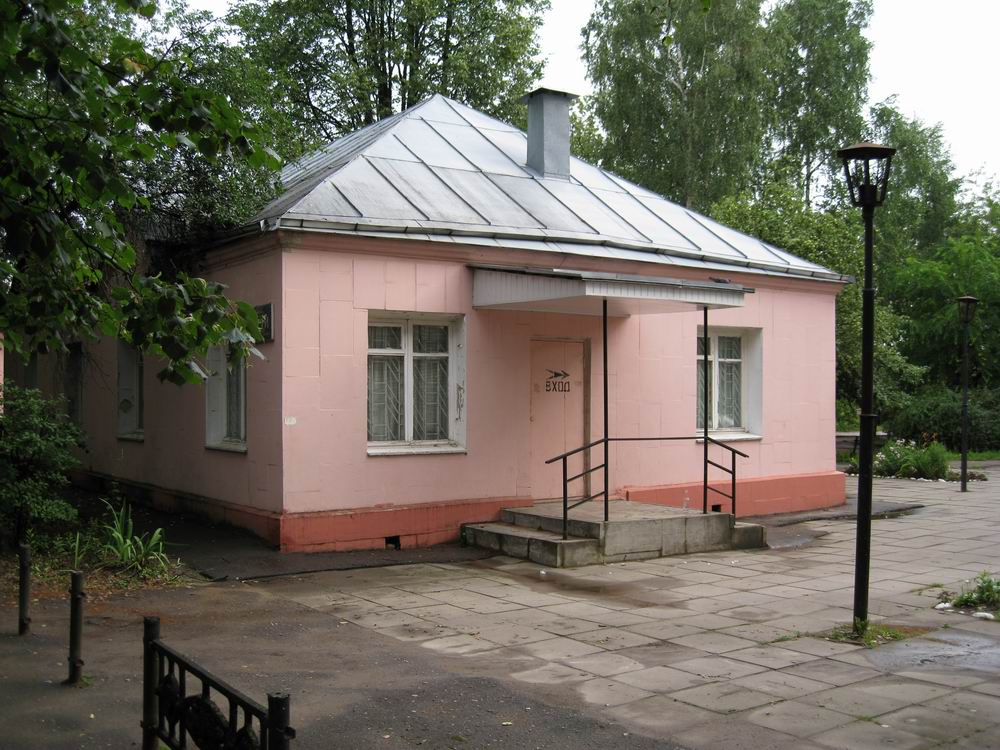
Історико-краєзнавчий музей
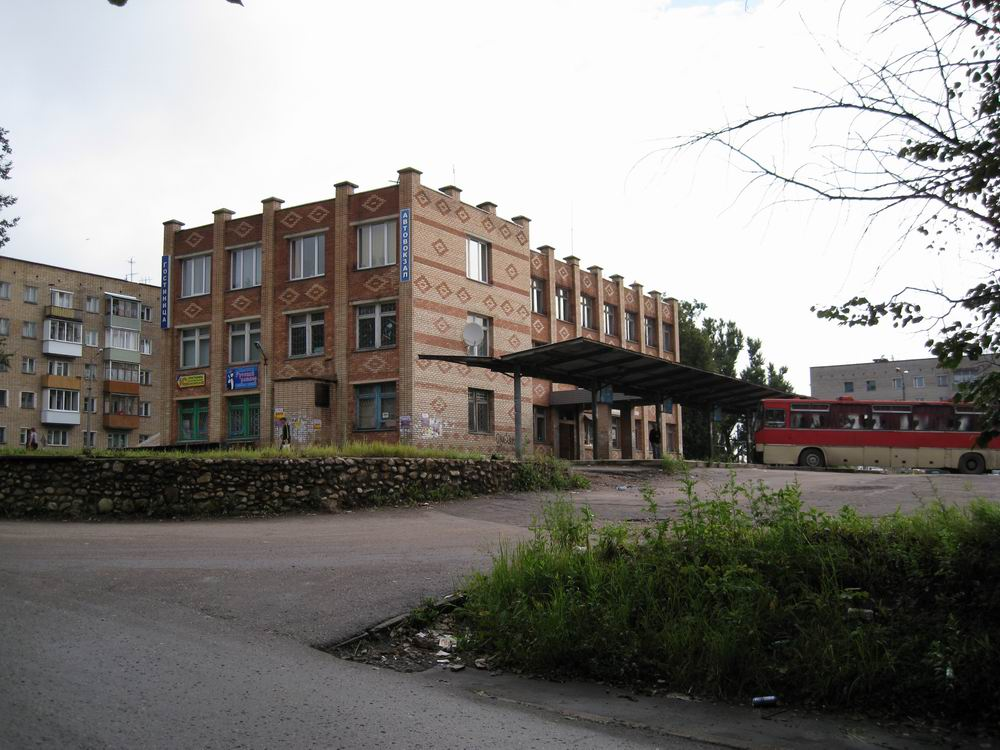
Автовокзал
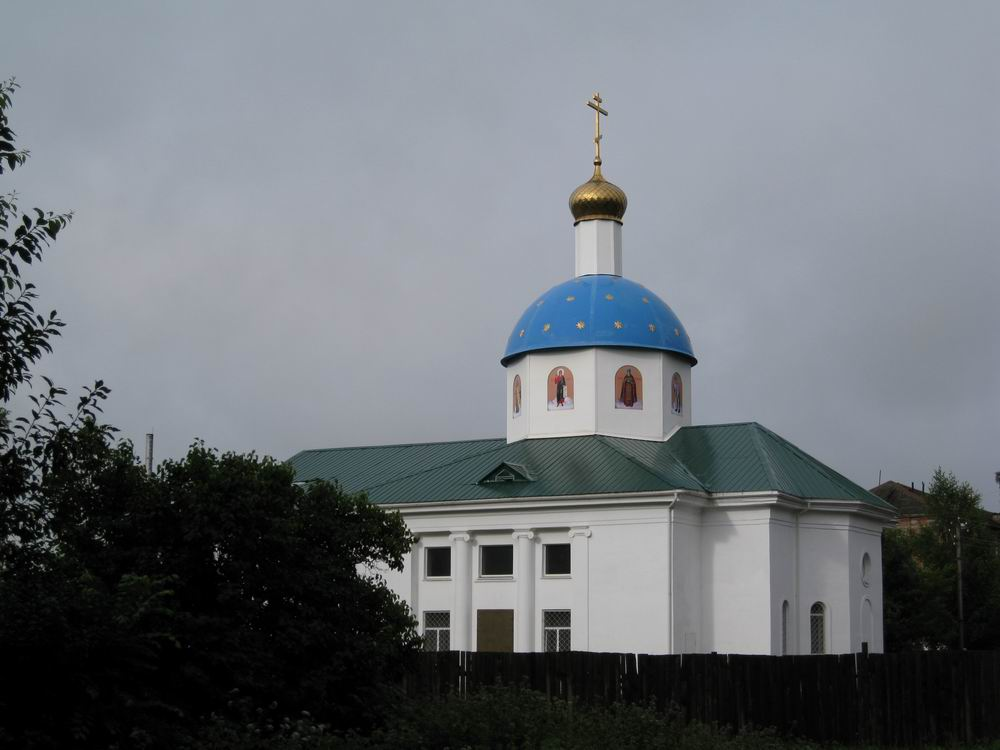
Храм різдва Христового
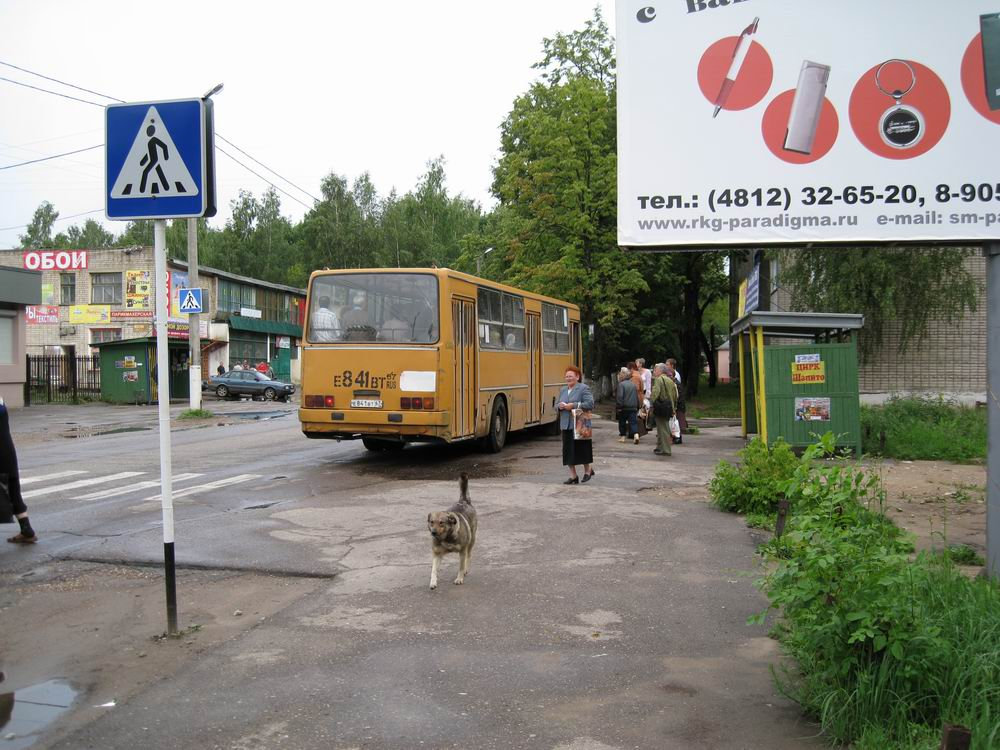
Зупинка громадського транспорту на вул. Радянській
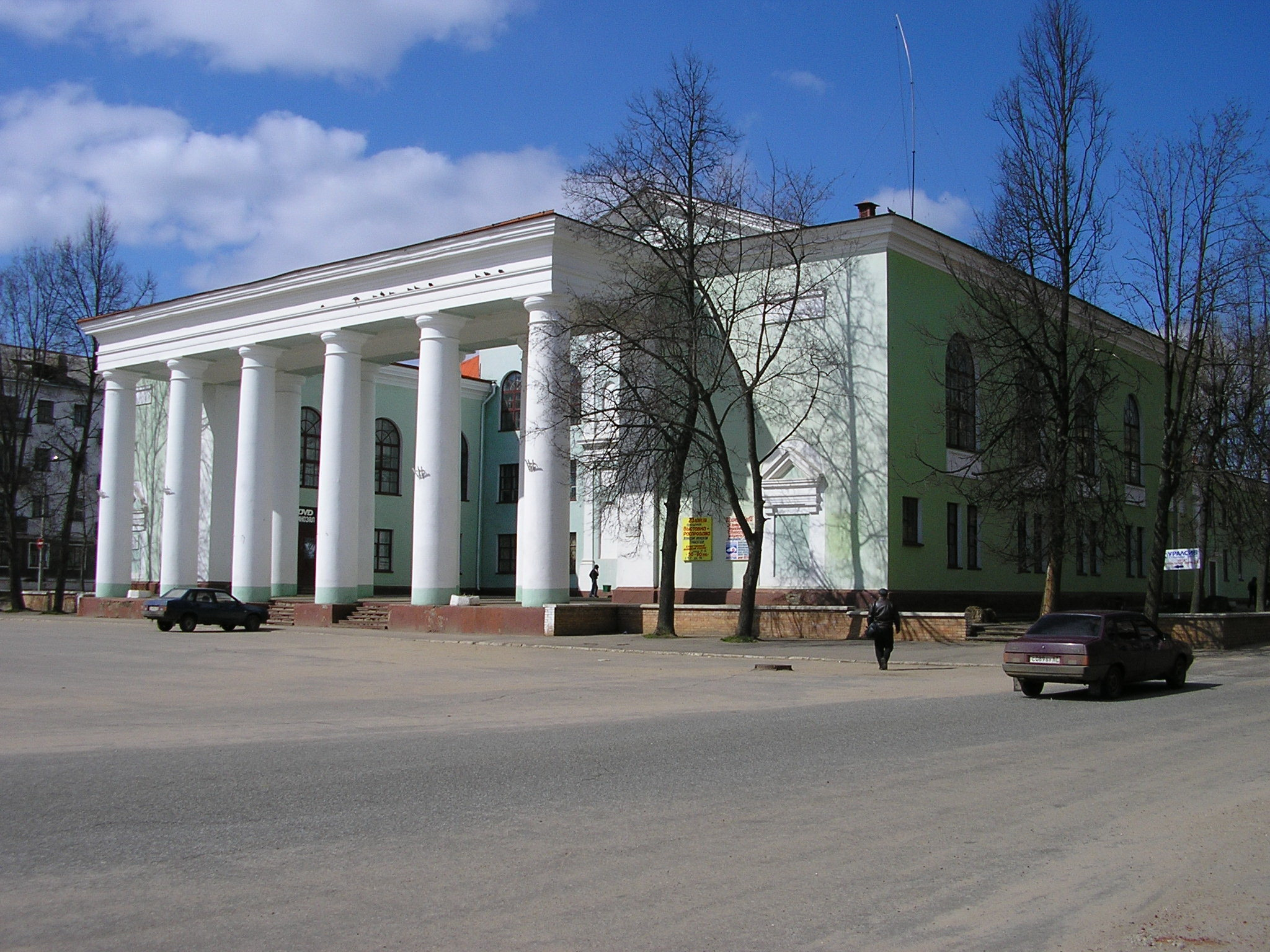
Палац культури

## Міське поселення
Сафоновське міське поселення межує:
- на північному сході — з Дроздовским сільським поселенням
- на сході — з Беленінським сільським поселенням
- на південному сході — з Барановським сільським поселенням
- на південному заході — з Пушкінським сільським поселенням
- на північному заході — з Вишегорським сільським поселенням

Утворено 2 грудня 2004 року.